# Conasprella puncticulata
Conasprella puncticulata (ursprüngliche Kombination Conus puncticulatus, Synonym: Perplexiconus puncticulatus) ist der Artname einer Schnecke aus der Familie der Kegelschnecken (Gattung Conasprella), die im westlichen Atlantischen Ozean und Karibischen Meer verbreitet ist und sich von Vielborstern ernährt.

## Merkmale
Conasprella puncticulata trägt ein kleines Schneckenhaus, das bei ausgewachsenen Schnecken von 1,4 bis 3,2 cm Länge erreicht. Der Protoconch hat anderthalb Umgänge. Das zugespitzte Gewinde hat einen leicht konkaven Umriss und flache Umgänge. Die Schale hat eine breite, rund gewinkelte Schulter und einen konvexen, überwiegend glatten Körperumgang, der aber zur Basis hin leicht zusammengezogen und mit spiralig verlaufenden flachen Rippen oder Rillen überzogen ist. Die Gehäuseoberfläche ist weißlich mit zahlreichen Querlinien enger, kleiner kastanienbrauner Punkte und oft mit längs in drei Banden verlaufenden, leicht violettlichen bis kastanienbraunen Wolkenmustern. Das Innere der Gehäusemündung ist weiß oder violettlich.
Der Körper, Fuß und Sipho der Schnecke sind weiß. Auf dem Körperumgang lebender Schnecken wachsen bisweilen grüne Algen.

## Verbreitung und Lebensraum
Conasprella puncticulata ist im Karibischen Meer und vor den Kleinen Antillen verbreitet. Sie lebt in der Gezeitenzone und in Meerestiefen bis 15 m auf sandigen Untergründen.

## Ernährung
Conasprella puncticulata frisst kleine, im Sand lebende Vielborster (Polychaeta), die mit den Radulazähnen gestochen und mithilfe des Gifts aus der Giftdrüse getötet werden.